# Podraga
Podraga ja naselje v občini Vipava.

## Geografski oris
Je strnjena vas v Zgornji Vipavski dolini ob vznožju Vipavskega podbrdja, šest kilometrov južno od Vipave in dva kilometra od glavne ceste Vipava–Postojna. Leži 186 m nad morjem. Na južni in zahodni strani jo obdaja več hribov: Socerb, Vovšca, Brezovce, Sojik, Jasen in Preska. Severno od vasi proti glavni cesti se v dolino razprostirajo travniki in njive, na vzpetinah proti zahodu in jugozahodu pa vinogradi.
Podnebje je zaradi vpliva mediteranskih zračnih tokov milo, zato je kraj primeren za sadjarstvo in vinogradništvo. Pred mrzlimi celinskimi vetrovi zgornji del doline varuje Nanoška planota.
V Podragi so tri cerkve: glavna je cerkev sv. Mohorja in Fortunata. Kilometer od vasi proti Vipavi je mala cerkvica sv. Urbana, ki je bila zgrajena nekaj let pred letom 1758. Visoko nad Podrago je na samotnem kraju 556 m nad morjem cerkev sv. Socerba, ki je izletniška točka.

## Zgodovinski oris
Podraški otroci so do leta 1862 hodili v šolo v sosednji Šentvid, danes Podnanos, po tem letu pa v Podrago. Vas je bila tedaj tudi samostojna občina. V 19. stoletju so se Podražani počutili v podrejenem položaju, ker so spadali pod šentviško faro, in so se vztrajno zavzemali za samostojno faro, celo z grožnjo, da bodo v nasprotnem primeru prestopili v pravoslavno vero. Do vrhunca boja je prišlo, ko šest mesecev niso hodili v Šentvid k maši in drugim cerkvenim obredom. Tudi novorojnečkov niso nosili h krstu in poročali so se le civilno. Leta 1890 so končno dobili bitko in imenovali prvega župnika.
Boj za samostojno faro je Podražane označil za svojeglave in trmaste ljudi.

### Kmetijska čitalnica v Podragi
Revolucionarno vrenje v Evropi v petdesetih letih 19. stoletja je na Slovenskem sprožilo množično ustanavljanje čitalnic in taborov, ki so narodnostno osveščale ljudi. Na Primorskem je bila prva čitalnica leta 1861 v Trstu, leta 1862 v Tolminu in v Gorici, 1864 v Ajdovščini.
Na Kranjskem, kamor je spadala tudi Zgornja Vipavska dolina so prvo čitalnico ustanovili leta 1864 v Vipavi. V kmečki Podragi je bilo tedaj nekaj izobražencev, ki so se šolali v Gorici, med njimi dijak Anton Žgur. Ta je dal leta 1868 pobudo za ustanovitev čitalnice Narodno kmetijske knjižnice in bukvarnice.
Čeprav je bila podraška čitalnica registrirana leta 1868, pisni viri govorijo, da je začela delovati v letu 1866. Kljub temu, da so morali dve leti čakati na uradno potrditev knjižnice, je imela sredi leta 1866 že 120 knjig. Slavna otvoritev je bila 19. aprila 1868. Ustanovitelji so bili: Anton Žgur, Gaspar Mašič, Anton Uršič, Ivan Semenič, Valentin Čraj, Ivan Žgur, Filip Trošt, France Fabčič, Ivan Jamšek, Anton Uršič, Miha Semenič, Rihard Dolenc.
Čitalnica je pritegnila člane tudi iz okoliških vasi. Njeno jedro je bila knjižnica, prirejala pa je tudi priljubljene "besede". Za Silvestrovo je bila veselica s plesom in srečelovom. Pevskega zbora čitalnica ni imela, prav tako dolgo ni imela dramske dejavnosti. Po ustnih virih je čitalnica leta 1913 uprizorila Desetega brata. Igro so morali večkrat ponoviti. Nastopali so po "faladurjih" in dvoriščih. Igrali so še Divjega lovca, Razvalino življenja, Domna, Verigo in druge ljudske igre.
Delovanje čitalnice je skoraj popolnoma onemogočila prva svetovna vojna, še bolj pa italijanska okupacija in fašizem, dokler je niso leta 1927 prepovedali.

### Katoliško slovensko izobraževalno društvo
Po upokojitvi prvega podraškega župnika Frančiška Pleška je prišeč na njegovo mesto leta 1899 Avgust Koller. Slednji je bil zelo konservativen in posebno v plesih je videl pohujšanje mladine. Predlagal je, naj se plesne prireditve ukine. Že naslednje leto se je včlanil v čitalnico. Njegov namen je bil čitalnico speljati v klerikalne vode. Težil je k prekinitvi nenabožnih časopisov.
Z ustanovitvijo Katoliškega slovenskega izobraževalnega društva in župnikovim poznejšim delovanjem, je postalo jasno, da je Kollerju uspelo razkalti vas na dva tabor, na klerikalnega in liberalnega. S svojim vplivomm mu je uspelo razredčiti vrste med člani čitalnice, ki so prestopali v njegovo društvo.
Društvo se je hitro organiziralo in uredilo knjižnico, ki je razpolagala s precejšnjim številom novejših knjig. Cerkveni pevski zbor je bil hkrati tudi društveni. Vodil ga je organist Franc Kopačin.
Društvo je organiziralo tudi dramsko skupino, ki je uprizorila več iger različne vsebine. Koller si je med drugim prizadeval, da bi zgradili primerno stavbo za večje prireditve, kar se je tudi zgodilo.
Društvo je delovalo do leta 1927, ko so delovanje prepovedali italijanske fašistične oblasti.

## Znani krajani
- Fran Žgur (1866–1939), pesnik
- Otmar Črnilogar (1931-1999), duhovnik, filolog, prevajalec
- Anton Žgur (1845-1908), duhovnik, nabožni pisatelj
- Jožef Peter Alkantara Mislej (1761-1840), zdravnik in filozof, avtor ambicioznega matematično-filozofsko-teološkega sistema